# 601
Het jaar 601 is het 1e jaar in de 7e eeuw volgens de christelijke jaartelling.

## Gebeurtenissen

### Europa
- De Vikingen breiden hun heerschappij vanuit de streek van Uppsala verder uit over het huidige Zweden. (waarschijnlijke datum)
- Leova II (601-603) volgt zijn vader Reccared I op als koning van de Visigoten.

### Azië
- Namri Songtsen (601-629) wordt koning (tsenpo) van Tibet.

## Religie
- Paus Gregorius I stuurt Mellitus als missionaris naar Engeland op verzoek van Augustinus van Canterbury.

## Geboren
- Sigebert II, koning van Austrasië en Bourgondië (overleden 613)

## Overleden
- 13 maart - Leander, bisschop van Sevilla (of 600)
- Agilulf, bisschop van Metz
- Reccared I, koning van de Visigoten
- Sophia, keizerin van het Byzantijnse Rijk (waarschijnlijke datum)